# Kammeltal
Kammeltal est une commune de Bavière (Allemagne), située dans l'arrondissement de Guntzbourg, dans le district de Souabe.

## Villages
- Ettenbeuren
- Behlingen
- Egenhofen
- Goldbach
- Grünhöfe
- Hammerstetten
- Hartberg
- Keuschlingen
- Kleinbeuren
- Reifertsweiler
- Ried b.Behlingen
- Unterrohr
- Waldheim
- Wettenhausen

## Édifices remarquables
- Abbaye de Wettenhausen